# Vollenhovia loboii
Vollenhovia loboii é uma espécie de formiga do gênero Vollenhovia, pertencente à subfamília Myrmicinae.